# Kleitias
Kleitias (in antico greco Κλειτίας, a volte tradotto in Klitias, conosciuto in italiano anche come Clizia; fl. 570 a.C. / 560 a.C.) è stato un ceramografo greco antico, specializzato nello stile a figure nere.

## Opere

### Vaso François
L'opera più celebrata di Kleitias è il Vaso François (circa 570 a.C.), su cui sono disegnate oltre 200 figure divise nei suoi sei fregi. Le iscrizioni riportate su quattro vasi ed una ceramica citano Kleitias quale loro pittore ed Ergotimos come colui che costruì i vasi, dimostrando la stretta collaborazione dei due artigiani. Numerosi altri frammenti gli sono stati attribuiti su base stilistica.

### Opere firmate

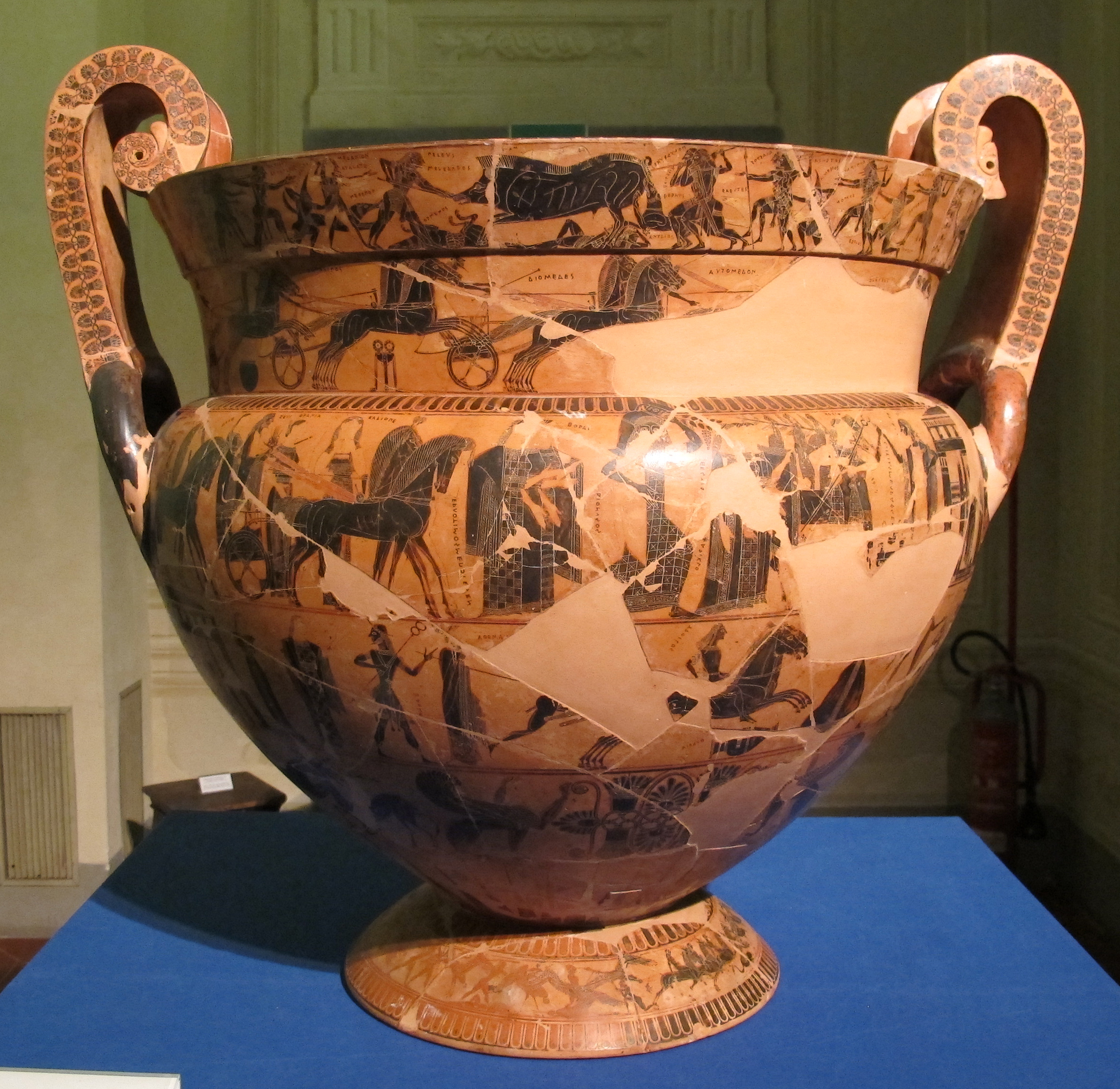
Il "vaso François"

- Berlino, Antikensammlung V. I. 4604: coppa di Gordion da Gordion
- Firenze, Museo archeologico 4209 ("vaso François" noto anche come "Klitias krater"): cratere a volute
- Londra, British Museum 1948.8-15.1 u. 2; 88.6-1.215, 424, 427 + Cambridge N 206: Frammenti di una coppa da Naucrati
- Londra, British Museum 88.6-1.237, 324, 426; 1948.8-15.3 u. 4: Frammenti di una coppa da Naucrati
- New York, Metropolitan Museum 31.11.4